# Бюро международной безопасности и нераспространения
Бюро международной безопасности и нераспространения (англ. Bureau of International Security and Nonproliferation, ISN) — бюро Государственного департамента США, отвечающее за управление функциями нераспространения и противодействия распространению оружия массового уничтожения.

## История
Бюро возглавляет усилия США по предотвращению распространения оружия массового уничтожения (ядерного, химического и биологического оружия), систем его доставки, передовых обычных вооружений и связанных с ними материалов, технологий и опыта. Оно было создано 13 сентября 2005 года в результате объединения Бюро по контролю над вооружениями и Бюро по нераспространению. Стивен Радемейкер стал первым исполняющим обязанности помощника госсекретаря по вопросам международной безопасности и нераспространения. Он был помощником секретаря Бюро по контролю над вооружениями, а в феврале 2005 года был назначен главой Бюро по нераспространению в ожидании до слияния двух бюро.

## Концепция
Роль Бюро в Госдепартаменте заключается в том, чтобы возглавлять усилия по продвижению международного консенсуса по вопросу распространения оружия массового уничтожения посредством двусторонней и многосторонней дипломатии, а также противодействовать угрозам распространения оружия массового уничтожения, исходящим от негосударственных субъектов и террористических групп, путем повышения физической безопасности, использования запретов и санкций, активного участия в Инициативе по безопасности в борьбе с распространенией оружия массового уничтожения.
Бюро также координирует выполнение международных договоров и соглашений, стремится работать с ООН, «Большой семеркой», НАТО и МАГАТЭ для уменьшения и устранения угроз, создаваемых оружием массового уничтожения, а также для поддержки иностранных партнеров в их усилиях.

## Структура
Помимо помощника секретаря, бюро контролируют четыре заместителя помощника секретаря, которые контролируют тринадцать отдельных офисов. 
Первый заместитель помощника госсекретаря по международной безопасности и нераспространению курирует следующие области:
- Управление Конгресса и по связям с общественностью
- Управление защиты критически важных технологий
- Управление координации политики

Заместитель помощника госсекретаря по политике нераспространения:
- Персонал биологической политики
- Управление по многосторонним вопросам ядерной безопасности и безопасности
- Управление ядерной энергии, безопасности и охраны

Заместитель помощника госсекретаря по политике международной безопасности:
- Управление по уменьшению угрозы обычных вооружений
- Управление инициатив по противодействию распространению распространения
- Управление ракетного, биологического и химического нераспространения

Заместитель помощника госсекретаря по программам международной безопасности и нераспространения:
- Управление совместного уменьшения угроз
- Управление экспортного контроля сотрудничества
- Управление Фонда нераспространения и разоружения
- Управление по борьбе с оружием массового уничтожения и терроризмом

В состав бюро также входят:
- Специальный представитель США по нераспространению ядерного оружия, возглавляющий делегацию США в Договоре о нераспространении ядерного оружия.
- Специальный представитель Конвенции по биологическому оружию.

## Внешние ссылки
- state.gov/bureaus-offices/under-secretary-for-arms-control-and-international-security-affairs/bureau-of-international-security-and-nonproliferation/ — официальный сайт Бюро международной безопасности и нераспространения